# Mystrocnemis fossulata
Mystrocnemis fossulata là một loài bọ cánh cứng trong họ Cerambycidae.